# Gino Zannini
Gino Zannini (Santarcangelo di Romagna, 5 maggio 1912 – 2005) è stato un politico italiano,  eletto al Senato per la Democrazia Cristiana nel collegio di Rimini per tre legislature consecutive dal 1958 al 1972.